# Samir Abujamra
Samir Abujamra, é um diretor, ator, editor, roteirista, cineasta, fotógrafo e artista plástico. É sobrinho do ator Antônio Abujamra e primo de André Abujamra. Entre suas principais realizações destacam-se o longa documentário “O Paraíba”, lançado no Festival do Rio 2009; o curta-metragem “A Verdadeira História da Bailarina de Vermelho”, que concorreu em diversos festivais no Brasil e no exterior e ganhou vários prêmios, entre eles o Grande Prêmio do Cinema Brasileiro; e o programa Projeto SUMIR, onde Abujamra fez uma viagem solitária de volta ao mundo por 22 meses consecutivos - um enorme auto-documentário que resultou numa série de 70 episódios exibidos no Canal Brasil. Também filmou um longa documentário “O deserto do deserto” no Saara Ocidental. Na Televisão, Samir Abujamra foi apresentador do programa Projeto Sumir, do Canal Brasil. 

## Acidente
Samir Abujamra sofre de problemas auditivos desde que o carro em que estava foi atingido por uma mina no Saara Ocidental, enquanto gravava, com o colega Tito González Garcia, o documentário “O deserto do deserto”. O acidente foi amplamente noticiado à época. Apesar de ferimentos leves, ninguém morreu — o que Samir considera um “milagre.” 